# Кікбоксер 4: Агресор
Кікбоксер 4: Агресор (англ. Kickboxer 4: The Aggressor) — американський бойовик 1994 року.

## Сюжет
Лиходій Тонг По викрадає місіс Слоан і повідомляє про це її чоловікові, якого він же підставив і засадив у в'язницю. Агентство по боротьбі з наркотиками звертається до Слоана з пропозицією. Раз на рік Тонг По влаштовує у своїй цитаделі турніри по кікбоксингу із призом у мільйон доларів. Єдина можливість дістатися до лиходія — теж взяти участь у цьому смертельному чемпіонаті під чужим ім'ям. Слоана випускають із в'язниці, він відновлює спортивну форму, і кікбоксинг починається.

## У ролях
- Саша Мітчелл — Девід Слоан
- Ніколас Гест — Кейсі Форд
- Мішель Красну — Меган Лоуренс
- Бред Торнтон — Ландо Сміт
- Дебора Менсі — Вікі
- Джилл Пірс — Дарсі
- Ніколас Ентоні — Брубекер
- Дерек Патрідж — Мексиканець Боб
- Том Метьюз — Білл
- Бертон Річардсон — Томас
- Джексон Кейн — начальник в'язниці
- Кевін Ву — охоронець 2
- Террі Конн — Еліза
- Теренс Портер — охоронець 1
- Девід Манзанарес — охоронець у воріт
- Девід Ефрон — боєць 1 і 2
- Ріган Мачадо — боєць
- Джон Мачадо — боєць
- Ерл Вайт — боєць
- Скотт Коен — боєць
- Пітер Почінг — боєць
- Хоселіто «Амен» Санто — боєць
- Вернон Ріета — боєць
- Камель Кріфа — Тонг По